# Georg Eisenlohr

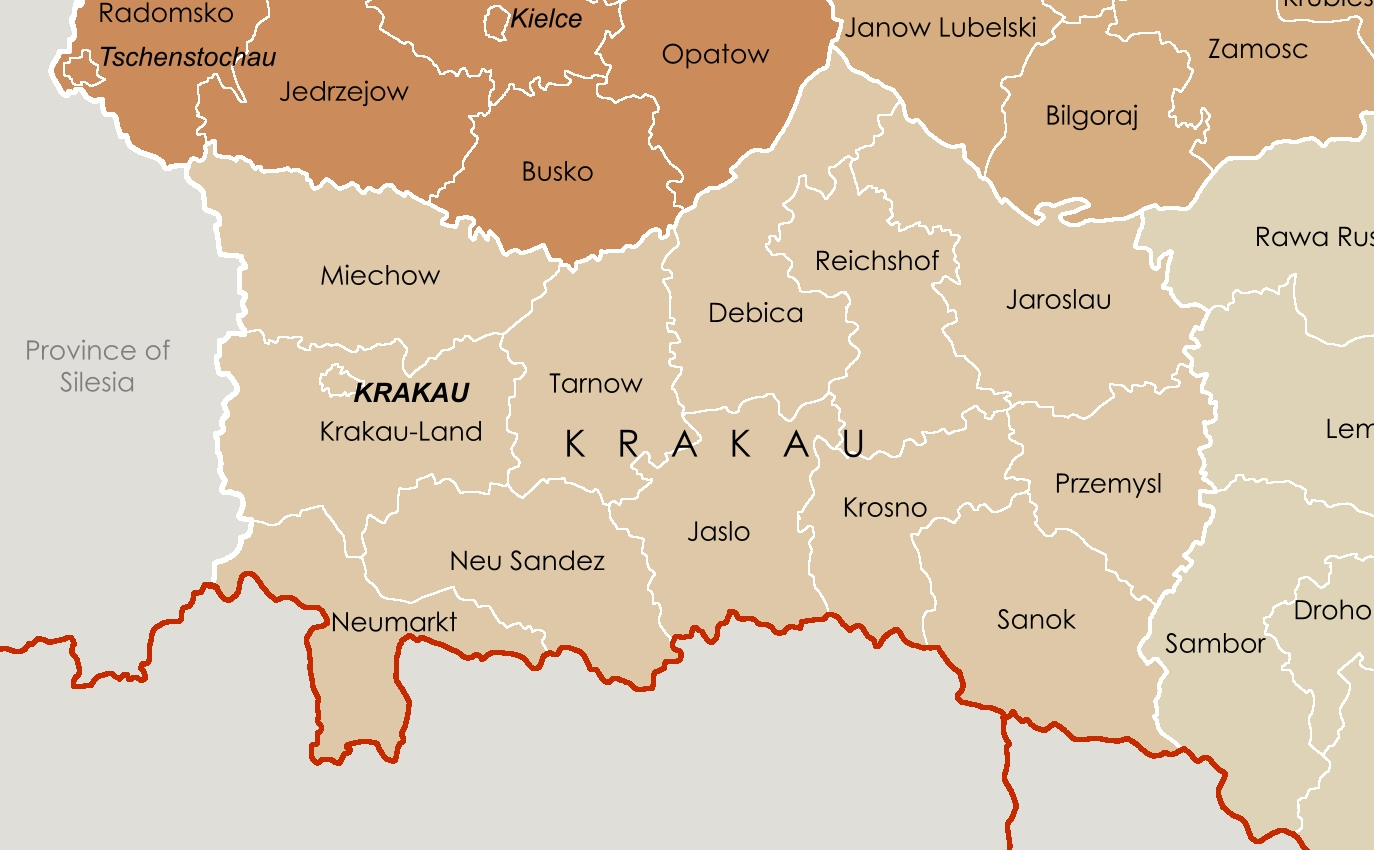
Administrativ karta över distriktet Krakau år 1941.

Georg Eisenlohr, född 11 mars 1887 i Reutlingen, död 27 mars 1951 i Gdańsk, var en tysk promoverad jurist och politiker.

## Biografi
Eisenlohr studerade rättsvetenskap och promoverades till juris doktor 1914. Från 1929 till 1938 var han Oberamtmann och senare Landrat, högste ämbetsman inom civilförvaltningen, i Landkreis Münsingen. Den 30 januari 1933 utnämndes Adolf Hitler till Tysklands rikskansler och i början av maj samma år blev Eisenlohr medlem i Nationalsocialistiska tyska arbetarpartiet (NSDAP).

### Andra världskriget
Den 1 september 1939 anföll Tyskland sin östra granne Polen och andra världskriget utbröt. I slutet av oktober inrättades Generalguvernementet, det polska territorium som lades under tysk ockupation. I januari 1940 utnämndes Eisenlohr till Kreishauptmann (högste ämbetsman) i Nowy Targ och i mars till Kreishauptmann i Jarosław. I februari 1942 blev han verkställande stabschef i distriktet Krakau; i juni samma år utnämndes han till officiell efterträdare till Ferdinand Wolsegger på denna post. Eisenlohr var därtill Krakau-distriktets viceguvernör. Från april till augusti 1944 beklädde Eisenlohr posten som Kreishauptmann i Przemyśl.
Den 3 december 1948 dömdes Eisenlohr av Krakóws distriktsdomstol till fem års fängelse; han avled i fångenskap.